# Aeroporto di Bergerac Roumanière
L'aeroporto di Bergerac Roumanière (IATA: EGC, ICAO: LFBE) è un aeroporto francese situato vicino alla città di Bergerac, nel dipartimento di Dordogna (precedentemente conosciuta col nome di Périgord).

L'aeroporto è conosciuto anche come Aéroport de Bergerac Périgord Dordogne.